# Гайлу Їмену
Гайлу Їмену (помер 2 червня 1991) — виконував обов'язки прем'єр-міністра Ефіопії з листопада 1989 до кінця квітня 1991 року.